# Kvarbo
Kvarbo är ett samhälle väster om Fristad i Fristads socken vid nordöstra stranden av Ärtingen. För bebyggelsen har
SCB definierad och namnsatt en småort benämnd Kvarbo sommarstad.